# 派恩克雷斯特 (佛罗里达州)
派恩克雷斯特（Pinecrest）是美国佛罗里达州邁阿密-戴德縣下属的一座乡村，属于南佛罗里达迈阿密都会区的一部分。根据2020年美国人口普查数据，该镇人口为18,388人。派恩克雷斯特成立于1996年3月12日，是迈阿密-戴德县34个自治市镇之一。其边界北至鲷鱼溪，南接西南第136街，东临西南第57大道，西靠派恩克雷斯特大道（1号美国国道）。这一地理位置使其既远离迈阿密市中心的喧嚣，又能便捷地抵达迈阿密国际机场和市中心商业区，为居民提供了理想的生活平衡。
尽管面积仅约8平方英里，派恩克雷斯特以其优越的地理位置和社区规划、较低的犯罪率著称，成为南佛罗里达地区最受瞩目的高端住宅区之一，也是佛罗里达州置业成本最高的地区之一。尤其值得一提的是，涵盖该镇大部分区域的33156邮编区，因其居民的高收入水平常年位列全美最富裕社区排行榜。社区内分布着五所具有较高声誉的公立学校和私立学校，这些教育机构被公认为全县最佳，成为吸引家庭定居的重要因素。